# DTM seizoen 2017
Het DTM seizoen 2017 was het 18de seizoen van de Deutsche Tourenwagen-Masters, na de hervatting van het kampioenschap in 2000.
René Rast behaalde in de laatste race van het seizoen op de Hockenheimring Baden-Württemberg zijn eerste DTM-kampioenschap in zijn eerste volledige seizoen door tweede te worden in de race, wat genoeg was om zijn rivalen Mattias Ekström en Jamie Green in te halen.

## Teams en rijders
- Ten opzichte van 2016 hebben alle fabrikanten hun aantal inschrijvingen teruggeschroefd van acht naar zes auto's.

| Fabrikant     | Auto                 | Team                                       | No. | Rijders           | Races |
| ------------- | -------------------- | ------------------------------------------ | --- | ----------------- | ----- |
| Mercedes-Benz | Mercedes-AMG C63 DTM | Mercedes-AMG Motorsport Mercedes Me        | 2   | Gary Paffett      | Alle  |
| Mercedes-Benz | Mercedes-AMG C63 DTM | Mercedes-AMG Motorsport Mercedes Me        | 6   | Robert Wickens    | Alle  |
| Mercedes-Benz | Mercedes-AMG C63 DTM | Mercedes-AMG Motorsport SILBERPFEIL Energy | 3   | Paul di Resta     | Alle  |
| Mercedes-Benz | Mercedes-AMG C63 DTM | Mercedes-AMG Motorsport SILBERPFEIL Energy | 63  | Maro Engel        | Alle  |
| Mercedes-Benz | Mercedes-AMG C63 DTM | Mercedes-AMG Motorsport BWT                | 22  | Lucas Auer        | Alle  |
| Mercedes-Benz | Mercedes-AMG C63 DTM | Mercedes-AMG Motorsport BWT                | 48  | Edoardo Mortara   | Alle  |
| Audi          | Audi RS5 DTM         | Audi Sport Team Abt Sportsline             | 5   | Mattias Ekström   | Alle  |
| Audi          | Audi RS5 DTM         | Audi Sport Team Abt Sportsline             | 51  | Nico Müller       | Alle  |
| Audi          | Audi RS5 DTM         | Team Rosberg                               | 33  | René Rast         | Alle  |
| Audi          | Audi RS5 DTM         | Team Rosberg                               | 53  | Jamie Green       | Alle  |
| Audi          | Audi RS5 DTM         | Team Phoenix                               | 77  | Loïc Duval        | Alle  |
| Audi          | Audi RS5 DTM         | Team Phoenix                               | 99  | Mike Rockenfeller | Alle  |
| BMW           | BMW M4 DTM           | BMW Team RBM                               | 7   | Bruno Spengler    | Alle  |
| BMW           | BMW M4 DTM           | BMW Team RBM                               | 31  | Tom Blomqvist     | Alle  |
| BMW           | BMW M4 DTM           | BMW Team RBM                               | 36  | Maxime Martin     | Alle  |
| BMW           | BMW M4 DTM           | BMW Team RMG                               | 11  | Marco Wittmann    | Alle  |
| BMW           | BMW M4 DTM           | BMW Team RMG                               | 15  | Augusto Farfus    | Alle  |
| BMW           | BMW M4 DTM           | BMW Team RMG                               | 16  | Timo Glock        | Alle  |

## Kalender en resultaten
De kalender werd op 16 december 2016 bekendgemaakt.
| No. | No. | Circuit                | Datum        | Winnaar           | Tweede            | Derde             | Poleposition   | Snelste rondetijd | Winnende team                              | Winnende auto        |
| --- | --- | ---------------------- | ------------ | ----------------- | ----------------- | ----------------- | -------------- | ----------------- | ------------------------------------------ | -------------------- |
| 1   | R1  | Hockenheimring         | 6 mei        | Lucas Auer        | Timo Glock        | Mike Rockenfeller | Lucas Auer     | Mattias Ekström   | Mercedes-AMG Motorsport BWT                | Mercedes-AMG C63 DTM |
| 1   | R2  | Hockenheimring         | 7 mei        | Jamie Green       | Gary Paffett      | Marco Wittmann    | Timo Glock     | Jamie Green       | Team Rosberg                               | Audi RS5 DTM         |
| 2   | R1  | Lausitzring            | 20 mei       | Lucas Auer        | Robert Wickens    | René Rast         | Lucas Auer     | René Rast         | Mercedes-AMG Motorsport BWT                | Mercedes-AMG C63 DTM |
| 2   | R2  | Lausitzring            | 21 mei       | Jamie Green       | Mattias Ekström   | Robert Wickens    | Robert Wickens | René Rast         | Team Rosberg                               | Audi RS5 DTM         |
| 3   | R1  | Hungaroring            | 17 juni      | Paul di Resta     | Timo Glock        | Bruno Spengler    | René Rast      | Mike Rockenfeller | Mercedes-AMG Motorsport SILBERPFEIL Energy | Mercedes-AMG C63 DTM |
| 3   | R2  | Hungaroring            | 18 juni      | René Rast         | Mattias Ekström   | Maxime Martin     | René Rast      | Mattias Ekström   | Team Rosberg                               | Audi RS5 DTM         |
| 4   | R1  | Norisring              | 1 juli       | Bruno Spengler    | Maxime Martin     | Mattias Ekström   | Maxime Martin  | Tom Blomqvist     | BMW Team RBM                               | BMW M4 DTM           |
| 4   | R2  | Norisring              | 2 juli       | Maxime Martin     | Lucas Auer        | Edoardo Mortara   | Tom Blomqvist  | Bruno Spengler    | BMW Team RBM                               | BMW M4 DTM           |
| 5   | R1  | Moscow Raceway         | 22 juli      | René Rast         | Mike Rockenfeller | Marco Wittmann    | René Rast      | Robert Wickens    | Team Rosberg                               | Audi RS5 DTM         |
| 5   | R2  | Moscow Raceway         | 23 juli      | Maro Engel        | Mattias Ekström   | Bruno Spengler    | Bruno Spengler | Jamie Green       | Mercedes-AMG Motorsport SILBERPFEIL Energy | Mercedes-AMG C63 DTM |
| 6   | R1  | Circuit Park Zandvoort | 19 augustus  | Timo Glock        | Marco Wittmann    | Maxime Martin     | Timo Glock     | René Rast         | BMW Team RMG                               | BMW M4 DTM           |
| 6   | R2  | Circuit Park Zandvoort | 20 augustus  | Mike Rockenfeller | Loïc Duval        | Mattias Ekström   | Augusto Farfus | Loïc Duval        | BMW Team RMG                               | BMW M4 DTM           |
| 7   | R1  | Nürburgring            | 9 september  | Lucas Auer        | Paul di Resta     | Robert Wickens    | Lucas Auer     | Nico Müller       | Mercedes-AMG Motorsport BWT                | Mercedes-AMG C63 DTM |
| 7   | R2  | Nürburgring            | 10 september | Robert Wickens    | Paul di Resta     | Marco Wittmann    | Marco Wittmann | René Rast         | Mercedes-AMG Motorsport Mercedes Me        | Mercedes-AMG C63 DTM |
| 8   | R1  | Red Bull Ring          | 23 september | Mattias Ekström   | Jamie Green       | Nico Müller       | Jamie Green    | Jamie Green       | Audi Sport Team Abt Sportsline             | Audi RS5 DTM         |
| 8   | R2  | Red Bull Ring          | 24 september | René Rast         | Mike Rockenfeller | Nico Müller       | Jamie Green    | Jamie Green       | Team Rosberg                               | Audi RS5 DTM         |
| 9   | R1  | Hockenheimring         | 14 oktober   | Jamie Green       | Mike Rockenfeller | Timo Glock        | Timo Glock     | Mike Rockenfeller | Team Rosberg                               | Audi RS5 DTM         |
| 9   | R2  | Hockenheimring         | 15 oktober   | Marco Wittmann    | René Rast         | Mike Rockenfeller | Tom Blomqvist  | Jamie Green       | BMW Team RMG                               | BMW M4 DTM           |

## Kampioenschap

### Puntensysteem
| Positie      | 1e | 2e | 3e | 4e | 5e | 6e | 7e | 8e | 9e | 10e |
| Race         | 25 | 18 | 15 | 12 | 10 | 8  | 6  | 4  | 2  | 1   |
| Kwalificatie | 3  | 2  | 1  |    |    |    |    |    |    |     |

### Rijders
| Pos | Coureur           | HOC | HOC  | LAU | LAU | HUN  | HUN  | NOR | NOR | MSC | MSC | ZAN | ZAN  | NÜR | NÜR | RBR | RBR | HOC | HOC  | Punten |
| --- | ----------------- | --- | ---- | --- | --- | ---- | ---- | --- | --- | --- | --- | --- | ---- | --- | --- | --- | --- | --- | ---- | ------ |
| 1   | René Rast         | 6   | DNF2 | 3   | 7   | 61   | 1    | 122 | DNF | 12  | 43  | 9   | DNF  | 5   | 12  | 13  | 12  | 6   | 2    | 179    |
| 2   | Mattias Ekström   | 5   | 11   | 8   | 2   | 53   | 23   | 3   | 4   | 8   | 2   | 17  | 3    | 15  | 6   | 13  | 5   | 11  | 8    | 176    |
| 3   | Jamie Green       | 18  | 13   | 10  | 13  | DSQ2 | 5    | 7   | 8   | 9   | 5   | 5   | 9    | 6   | 7   | 21  | 141 | 13  | 5    | 173    |
| 4   | Mike Rockenfeller | 3   | 7    | 5   | 5   | 4    | 10   | 13  | DNF | 23  | 12  | 4   | 1    | 14  | 17  | 7   | 2   | 2   | 3    | 167    |
| 5   | Marco Wittmann    | 10  | 3    | 13  | 9   | 8    | DNF2 | 4   | 5   | 31  | 6   | 23  | DSQ2 | 92  | 31  | 5   | 63  | 13  | 13   | 160    |
| 6   | Lucas Auer        | 1   | 4    | 1   | 10  | 12   | DNF  | DNF | 2   | 6   | 8   | 15  | 14   | 1   | 13  | 8   | DNF | 8   | 10   | 136    |
| 7   | Timo Glock        | 2   | 81   | 11  | 15  | 2    | 7    | 5   | 10  | 5   | 13  | 1   | 7    | 12  | 8   | 10  | 7   | 31  | 12   | 133    |
| 8   | Maxime Martin     | 11  | DNF  | 43  | 8   | DNF  | 3    | 21  | 1   | 16  | DNF | 3   | 63   | 17  | 11  | 6   | 11  | 42  | 6    | 132    |
| 9   | Robert Wickens    | 15  | DNF  | 2   | 31  | DNF  | 8    | DNF | 112 | 4   | 9   | 11  | 15   | 3   | 13  | 4   | 10  | 7   | 17   | 119    |
| 10  | Gary Paffett      | 72  | 2    | 6   | 4   | 7    | 9    | 10  | DNF | 7   | 16  | 8   | 5    | 10  | 14  | 17  | 4   | 9   | 4    | 102    |
| 11  | Paul di Resta     | 8   | 6    | 16  | 13  | 1    | 6    | 11  | 6   | 14  | DSQ | 7   | DNF  | 2   | 2   | 11  | 9   | 14  | 16   | 99     |
| 12  | Nico Müller       | 9   | 5    | 18  | 6   | 10   | 4    | 9   | 133 | 15  | 15  | 10  | 4    | 11  | DNF | 32  | 3   | 12  | 11   | 81     |
| 13  | Bruno Spengler    | 12  | 9    | 14  | 16  | 3    | 14   | 13  | 12  | 12  | 31  | 14  | 10   | 13  | 4   | 12  | 16  | 10  | 14   | 75     |
| 14  | Edoardo Mortara   | 43  | 13   | 7   | 11  | 9    | 11   | 8   | 3   | 13  | 10  | 12  | 12   | 7   | 16  | 9   | DNF | 5   | 9    | 61     |
| 15  | Maro Engel        | 17  | 10   | 9   | 12  | 13   | 15   | 14  | 14  | 10  | 1   | 16  | 11   | 4   | 5   | 15  | 15  | 16  | 13   | 51     |
| 16  | Augusto Farfus    | 13  | DNF  | 12  | 14  | 11   | 12   | DNF | 7   | 17  | 11  | 62  | 81   | 8   | 9   | DNF | 12  | 17  | 7    | 35     |
| 17  | Tom Blomqvist     | 16  | 12   | 17  | 172 | 15   | 13   | 6   | 91  | DNF | 7   | DNF | 13   | 16  | 10  | 16  | 13  | 15  | DNF1 | 25     |
| 18  | Loïc Duval        | 14  | DNF  | 15  | 18  | 14   | 16   | 15  | 15  | 11  | 14  | 13  | 2    | 18  | 15  | 14  | 8   | 18  | 15   | 22     |
| Pos | Coureur           | HOC | HOC  | LAU | LAU | HUN  | HUN  | NOR | NOR | MSC | MSC | ZAN | ZAN  | NÜR | NÜR | RBR | RBR | HOC | HOC  | Punten |

2000 ·
2001 ·
2002 ·
2003 ·
2004 ·
2005 ·
2006 ·
2007 ·
2008 ·
2009 ·
2010 ·
2011 ·
2012 ·
2013 ·
2014 ·
2015 ·
2016 ·
2017 ·
2018 ·
2019 ·
2020 ·
2021 ·
2022 ·
2023 ·
2024 ·
2025

Lijst van coureurs